# Morethia obscura
Morethia obscura — вид сцинкоподібних ящірок родини сцинкових (Scincidae). Ендемік Австралії.

## Поширення і екологія
Morethia obscura поширені на південному заході і півдні Австралії, від Гналару через узбережжя Великої Австралійської затоки до заходу Нового Південного Уельсу і Вікторії. Вони живуть на прибережних пустищах, в чагарниках і маллі, в рідколіссях, парках і садах. Живляться комахами, відкладають яйця.